# Comissão Presidencial (Irlanda)
A Comissão Presidencial (em irlandês: Coimisiún Uachtarán) é a vice-presidência coletiva da Irlanda.

## Composição
É composta por três membros:
- Chefe de Justiça - Presidente do Supremo Tribunal
- Ceann Comhairle (Presidente do Conselho) - Presidente do Dáil Éireann (correspondente à Câmara dos Deputados)
- Cathaoirleach - presidente do Seanad Éireann (Senado)

## Poderes
A Comissão cumpre todas as funções e atribuições do cargo de Presidente da Irlanda em casos de vacância ou indisponibilidade do Presidente.
A vacância pode se dar por morte, renúncia, impeachment e no interregno entre a conclusão do mandato de um presidente e o início do próximo. A Comissão Presidencial atua mais frequentemente quando o presidente está no exterior ou afastado para tratamento de saúde.

## Origens
A Comissão foi criada pela Constituição da Irlanda de 1937. Ela foi utilizada pela primeira vez entre Dezembro de 1937, quando a Constituição entrou em vigor, e Junho de 1938, quando o primeiro presidente tomou posse.